# Большебуяновское сельское поселение
Большебуяновское сельское поселение — муниципальное образование в составе Шемуршинского района Чувашии. Административный центр — деревня Большое Буяново.
Образовано в 2004 году. В состав поселения также входят деревни Верхнее Буяново и Старая Шемурша. Численность населения поселения составляет 880 человек (2021 г.).
Расположено на юго-востоке республики. Граничит с Шемуршинским (на западе), Карабай-Шемуршинским (на севере), Малобуяновским (на востоке и юге) сельскими поселениями. В средней части поселения с запада на восток протекает река Малые Карлы (Малая Карла). Территория к северу от реки покрыта лесом. На западе к границам поселения примыкает райцентр село Шемурша, остальная часть западной границы проходит в основном вдоль восточного края автодороги А-151 "Цивильск — Сызрань". 

## Границы поселения
Границы Большебуяновского сельского поселения согласно картографическому описанию:
- Северная граница Большебуяновского сельского поселения с землями Карабай-Шемуршинского и Малобуяновского сельских поселений идет по северным границам лесных кварталов 65, 66, 67, 68, 69, 70, 71 Трёхбалтаевского лесничества Шемуршинского лесхоза.
- Восточная граница Большебуяновского сельского поселения с землями Малобуяновского сельского поселения идет по восточным границам лесных кварталов 71, 79, 91, 98 Трёхбалтаевского лесничества Шемуршинского лесхоза, пересекая р. Малая Карла, далее по границам земель общества с ограниченной ответственностью «Исток», пересекая автомобильную дорогу Шемурша — Чепкас-Никольское и приток р. Карла.
- Южная граница Большебуяновского сельского поселения с землями Малобуяновского сельского поселения идет по границам земель общества с ограниченной ответственностью «Исток», затем поворачивает на юго-восток, далее на юго-запад до автомобильной дороги А151.
- Западная граница Большебуяновского сельского поселения с землями Шемуршинского сельского поселения идет вдоль магистральной автомобильной дороги А151, пересекает её, затем на северо-запад по границе Шемуршинского сельского поселения, по границе ипподрома, пересекает автомобильную дорогу Шемурша — Чепкас-Никольское и идет по границе территории государственного унитарного предприятия «Шемуршинская сельхозхимия», далее на восток по границе карьера для добычи глины, полигона твердых бытовых отходов, пересекает р. Малая Карла по границе асфальтобетонного завода Шемуршинского дорожного ремонтно-строительного управления. Далее граница идет по границам лесных кварталов 109, 101, 85, 65 Трёхбалтаевского лесничества Шемуршинского лесхоза.

## Населённые пункты
В состав Большебуяновского сельского поселения входят 3 населённых пункта:
| Вид     | Наименование    | население, 2010 |
| ------- | --------------- | --------------- |
| деревня | Большое Буяново | 452             |
| деревня | Верхнее Буяново | 420             |
| деревня | Старая Шемурша  | 328             |